# Campionats del Món de bàdminton de 2014
Els Campionats del Món de bàdminton de 2014 van ser la XXIa edició dels Campionats del Món de bàdminton, i es van disputar entre el 25 i el 31 d'agost de 2014 al Ballerup Super Arena de Copenhaguen (Dinamarca).

## Calendari
Les cinc categories van començar el primer dia de competició i van acabar amb la final en la darrera jornada.
Tots els horaris en hora local (UTC+2).
| Data               | Hora  | Ronda           |
| ------------------ | ----- | --------------- |
| 25 d'agost de 2014 | 10:00 | 64/             |
| 25 d'agost de 2014 | 10:00 | 48/             |
| 26 d'agost de 2014 | 11:00 | 64/             |
| 26 d'agost de 2014 | 11:00 | 32/             |
| 26 d'agost de 2014 | 11:00 | 48/             |
| 27 d'agost de 2014 | 11:00 | 32/             |
| 28 d'agost de 2014 | 13:00 | 16/             |
| 29 d'agost de 2014 | 10:00 | Quarts de final |
| 30 d'agost de 2014 | 10:00 | Semifinals      |
| 31 d'agost de 2014 | 12:30 | Finals          |

## Medallistes
| Event              | Or                                          | Plata                                      | Bronze                                                     |
| Individual masculí | Chen Long (CHN)                             | Lee Chong Wei (MAS) (desqualificat)        | Viktor Axelsen (DEN)                                       |
| Individual masculí | Chen Long (CHN)                             | Lee Chong Wei (MAS) (desqualificat)        | Tommy Sugiarto (INA)                                       |
| Individual femení  | Carolina Marín (ESP)                        | Li Xuerui (CHN)                            | Minatsu Mitani (JPN)                                       |
| Individual femení  | Carolina Marín (ESP)                        | Li Xuerui (CHN)                            | Pusarla Venkata Sindhu (IND)                               |
| Dobles masculí     | Corea del SudKo Sung-hyun · Shin Baek-cheol | Corea del SudLee Yong-dae · Yoo Yeon-seong | Corea del SudKim Ki-jung · and Kim Sa-rang                 |
| Dobles masculí     | Corea del SudKo Sung-hyun · Shin Baek-cheol | Corea del SudLee Yong-dae · Yoo Yeon-seong | Mathias Boe Carsten Mogensen                               |
| Dobles femení      | R.P. de la XinaTian Qing · Zhao Yunlei      | R.P. de la XinaWang Xiaoli · Yu Yang       | Corea del SudLee So-hee · Shin Seung-chan                  |
| Dobles femení      | R.P. de la XinaTian Qing · Zhao Yunlei      | R.P. de la XinaWang Xiaoli · Yu Yang       | JapóReika Kakiiwa · Miyuki Maeda                           |
| Dobles mixtes      | R.P. de la XinaZhang Nan · Zhao Yunlei      | R.P. de la XinaXu Chen · Ma Jin            | R.P. de la XinaLiu Cheng · Bao Yixin                       |
| Dobles mixtes      | R.P. de la XinaZhang Nan · Zhao Yunlei      | R.P. de la XinaXu Chen · Ma Jin            | DinamarcaJoachim Fischer Nielsen · and Christinna Pedersen |

## Medaller
| Posició | País            | Or | Plata | Bronze | Total |
| 1       | R.P. de la Xina | 3  | 3     | 1      | 7     |
| 2       | Corea del Sud   | 1  | 1     | 2      | 4     |
| 3       | Espanya         | 1  | 0     | 0      | 1     |
| 4       | Dinamarca       | 0  | 0     | 3      | 3     |
| 5       | Japó            | 0  | 0     | 2      | 2     |
| 6       | Indonèsia       | 0  | 0     | 1      | 1     |
| 6       | Índia           | 0  | 0     | 1      | 1     |
| Total   | Total           | 5  | 4     | 10     | 19    |